# فيصل الضاحي
فيصل الضاحي(1 يوليو 1940-) مخرج ومؤلف كويتي، أخرج مجموعة من الأعمال الكويتية سواء التلفزيونية أو المسرحية.

## حياته ومشواره المهني
بدأ عمله كمساعد مخرج، بعدها أخرج مجموعة من الأعمال الكويتية سواء التلفزيونية أو المسرحية ومن أشهر أعماله مسلسل رقية وسبيكة ومسلسل الأقدار.

## حياته العائلية
في عام 1968 تزوج من الفنانة سعاد عبد الله وأنجبا ثلاثة أبناء طلال، فواز، عالية، ولديه 6 أحفاد، عمر من ابنته عالية، وأحمد والهنوف وفيصل وعالية من ابنه طلال، ومن فواز حفيد واحد.

## اعتزاله
ابتعد عن الإخراج لظروفه الصحية التي لم تمكنه من متابعة عمله ، وآخر أعماله كانت أوبريت بعد العسل من تأليفة وإخراجه عام
1989.

## أعماله
| سنة الإنتاج | اسم العمل         | نوعه              |
| ----------- | ----------------- | ----------------- |
| 1989        | أوبريت بعد العسل  | ( تمثيلية)        |
| 1986        | رقية وسبيكة       | (مسلسل)           |
| 1981        | الرماد            | (سهرة تليفزيونية) |
| 1978        | عزوبي السالمية    | (مسرحية)          |
| 1979        | أوبريت بساط الفقر | ( تمثيلية)        |
| 1978        | أوبريت شهر العسل  | ( تمثيلية)        |
| 1977        | الأقدار           | (مسلسل)           |
| 1975        | حفلة على الخازوق  | ( مسرحية)         |
| 1971        | سين جيم           | (برنامج)          |
| 1967        | القلب الكبير      | (مسلسل)           |
| 1966        | الكويت سنة 2000   | (مسرحية)          |
| 1965        | إغنم زمانك        | (مسرحية)          |
| 1964        | سكانه مرته        | (مسرحية)          |